# River Volley 2011-2012
Questa voce raccoglie le informazioni riguardanti il River Volley nelle competizioni ufficiali della stagione 2011-2012.

## Stagione
La stagione 2011-12 è per il River Volley di Piacenza, sponsorizzata dalla Rebecchi Nordmeccanica, è la quarta stagione in Serie A1, la terza consecutiva: nonostante nella stagione precedente fosse retrocessa, è stata ripescata a seguito della mancata iscrizione di altre società. In panchina viene chiamato Riccardo Marchesi, mentre la rosa viene completamente rivoluzionata, con pochissime conferme, come quella di Laura Nicolini e Stefania Dall'Igna, mentre tra gli acquisti il club mette a segno diversi colpi come quello dell'esperta centrale Manuela Leggeri, dell'opposto rumeno Carmen Turlea, della schiacciatrice Riikka Lehtonen e del libero Nicole Davis.
L'avvio in campionato è segnato da due sconfitte consecutive: la prima vittoria arriva alla terza giornata in casa del Volley Bergamo per 3-2: a queste seguono risultati altalenanti, con partite spesso concluse al tie-break, che portano la squadra al termine del girone di andata al quarto posto in classifica, risultato utile per qualificarsi alla Coppa Italia, con un bilancio di cinque gare vinte e cinque gare perse. Anche il girone di ritorno continua con lo stesso trend di quello di andata, con un alternarsi di successi a sconfitte: la regular season si chiude con tre vittorie consecutive le quali confermano il quarto posto in classifica generale. Nei play-off scudetto, ai quarti di finale, il River Volley incontra l'Universal Volley Modena: dopo aver perso in casa gara 1, riesce a vincere sia gara 2 che gara 3, qualificandosi per le semifinali; nel turno successivo incontro la Futura Volley Busto Arsizio: sconfitta in gara 1, vince al tie-break gara 2, per poi arrendersi in gara 3 con un netto 3-0, venendo eliminata dalla corsa al titolo di campione d'Italia.
In Coppa Italia la squadra supera nei quarti di finale il Gruppo Sportivo Oratorio Pallavolo Femminile Villa Cortese per 3-2, qualificandosi per la Final Four di Modena; in semifinale vince agevolmente sulla Robur Tiboni Urbino Volley per 3-0. La finale è contro la Futura Volley Busto Arsizio: la gara è a senso unico per le bustocche, che si impongono per 3-0 vincendo il trefeo.

## Organigramma societario
Area direttiva
- Presidente: Vincenzo Cerciello

Area tecnica
- Allenatore: Riccardo Marchesi
- Allenatore in seconda: Matteo Solforati
- Scout man: Andrea Quintini (fino al 14 gennaio 2012), Paolo Zambolin (dal 15 gennaio 2014)

Area sanitaria
- Medico: Giuseppe Marletta, Pietro Zacconi
- Preparatore atletico: Sebastiano Chittolini
- Fisioterapista: Gianluca Grilli

## Rosa
| N° | Nome               | Ruolo | Data di nascita   | Nazionalità sportiva |
| -- | ------------------ | ----- | ----------------- | -------------------- |
| 1  | Hanka Pachale      | S     | 12 settembre 1976 | Germania             |
| 2  | Eva Mazzocchi      | L     | 7 agosto 1992     | Italia               |
| 3  | Nicole Davis       | L     | 24 aprile 1982    | Italia               |
| 4  | Manuela Leggeri    | C     | 9 maggio 1976     | Italia               |
| 5  | Kristin Richards   | S     | 30 giugno 1985    | Italia               |
| 6  | Carmen Țurlea      | S/O   | 18 novembre 1975  | Romania              |
| 7  | Stefania Dall'Igna | P     | 22 novembre 1984  | Italia               |
| 9  | Laura Nicolini     | C     | 23 marzo 1979     | Italia               |
| 10 | Cinzia Callegaro   | P     | 2 luglio 1975     | Italia               |
| 11 | Riikka Lehtonen    | S     | 24 luglio 1979    | Finlandia            |
| 13 | Chiara Scarabelli  | S     | 8 settembre 1993  | Italia               |
| 14 | Elisa Cella        | S     | 4 giugno 1982     | Italia               |
| 15 | Anna Kajalina      | S/O   | 8 marzo 1991      | Estonia              |
| 18 | Serena Malvestito  | C     | 21 agosto 1988    | Italia               |

## Mercato
| Acquisti | Acquisti          | Acquisti        | Acquisti   |
| R.       | Nome              | da              | Modalità   |
| -------- | ----------------- | --------------- | ---------- |
| P        | Cinzia Callegaro  | Sirio Perugia   | definitivo |
| S        | Elisa Cella       | Parma           | definitivo |
| L        | Nicole Davis      | Lokomotiv Baku  | definitivo |
| C        | Manuela Leggeri   | Sirio Perugia   | definitivo |
| S        | Riikka Lehtonen   | İqtisadçı       | definitivo |
| C        | Serena Malvestito | Spes Conegliano | definitivo |
| S        | Hanka Pachale     | RC Cannes       | definitivo |
| S        | Kristin Richards  | Spes Conegliano | definitivo |
| S/O      | Carmen Țurlea     | Spes Conegliano | definitivo |

| Cessioni | Cessioni           | Cessioni            | Cessioni   |
| R.       | Nome               | a                   | Modalità   |
| -------- | ------------------ | ------------------- | ---------- |
| S        | Heike Beier        | Cuatto Giaveno      | definitivo |
| S        | Valentina Borrelli | ?                   | definitivo |
| S/O      | Natalia Brussa     | Santa Croce         | definitivo |
| S        | Debora Carini      | ?                   | definitivo |
| S        | Michela Catena     | Verona              | definitivo |
| C        | Chiara Dall'Ora    | Busto Arsizio       | definitivo |
| P        | Giorgia Tanturli   | Santa Croce         | definitivo |
| S        | Valentina Tirozzi  | Robur Tiboni Urbino | definitivo |
| S        | Chiara Scarabelli  | -                   | ritirata   |

## Risultati

### Serie A1

#### Girone di andata
| 1ª giornata - 13 dicembre 2011 PalaCampanara, Pesaro    | Robursport Pesaro   | 3 - 0 | River            | 25-13, 25-19, 25-16               |
| 2ª giornata - 16 ottobre 2011 PalaFranzanti, Piacenza   | River               | 1 - 3 | Villa Cortese    | 25-18, 23-25, 24-26, 23-25        |
| 3ª giornata - 22 ottobre 2011 PalaNorda, Bergamo        | Bergamo             | 2 - 3 | River            | 25-20, 15-25, 25-20, 17-25, 8-15  |
| 4ª giornata - 30 ottobre 2011 PalaFranzanti, Piacenza   | River               | 2 - 3 | Universal Modena | 26-24, 25-17, 16-25, 18-25, 13-15 |
| 5ª giornata - 22 novembre 2011 PalaRavizza, Pavia       | Pavia               | 0 - 3 | River            | 14-25, 28-30, 15-25               |
| 6ª giornata - 24 novembre 2011 PalaFranzanti, Piacenza  | River               | 3 - 2 | Parma            | 23-25, 26-24, 17-25, 25-14, 15-11 |
| 7ª giornata - 4 dicembre 2011 PalaFranzanti, Piacenza   | River               | 0 - 3 | Busto Arsizio    | 19-25, 22-25, 15-25               |
| 8ª giornata - 10 dicembre 2011 PalaRuffini, Torino      | Chieri              | 1 - 3 | River            | 22-25, 25-21, 18-25, 15-25        |
| 10ª giornata - 26 dicembre 2011 PalaMondolce, Urbino    | Robur Tiboni Urbino | 3 - 2 | River            | 25-13, 25-23, 17-25, 21-25, 15-13 |
| 11ª giornata - 29 dicembre 2011 PalaFranzanti, Piacenza | River               | 3 - 0 | Asystel          | 25-21, 25-13, 25-23               |

#### Girone di ritorno
| 12ª giornata - 6 gennaio 2012 PalaFranzanti, Piacenza      | River            | 3 - 2 | Robursport Pesaro   | 21-25, 25-19, 19-25, 25-13, 15-9  |
| 13ª giornata - 8 gennaio 2012 PalaBorsani, Castellanza     | Villa Cortese    | 3 - 1 | River               | 25-23, 25-19, 19-25, 28-26        |
| 14ª giornata - 15 gennaio 2012 PalaFranzanti, Piacenza     | River            | 3 - 2 | Bergamo             | 25-16, 25-19, 20-25, 10-25, 15-12 |
| 15ª giornata - 22 gennaio 2012 PalaPanini, Modena          | Universal Modena | 3 - 1 | River               | 26-24, 21-25, 25-16, 25-22        |
| 16ª giornata - 5 febbraio 2012 PalaFranzanti, Piacenza     | River            | 3 - 0 | Pavia               | 31-29, 25-18, 31-29               |
| 17ª giornata - 11 febbraio 2012 PalaRaschi, Parma          | Parma            | 3 - 1 | River               | 16-25, 25-23, 25-21, 25-23        |
| 18ª giornata - 19 febbraio 2012 PalaYamamay, Busto Arsizio | Busto Arsizio    | 3 - 0 | River               | 25-21, 25-19, 25-20               |
| 19ª giornata - 26 febbraio 2012 PalaFranzanti, Piacenza    | River            | 3 - 0 | Chieri              | 25-19, 25-18, 25-23               |
| 21ª giornata - 7 marzo 2012 PalaFranzanti, Piacenza        | River            | 3 - 1 | Robur Tiboni Urbino | 25-18, 26-24, 22-25, 26-24        |
| 22ª giornata - 11 marzo 2012 Sporting Palace, Novara       | Asystel          | 1 - 3 | River               | 23-25, 23-25, 25-21, 11-25        |

#### Play-off scudetto
| Quarti di finale (gara 1) - 14 marzo 2012 PalaFranzanti, Piacenza | River            | 1 - 3 | Universal Modena | 10-25, 25-27, 25-23, 20-25        |
| Quarti di finale (gara 2) - 17 marzo 2012 PalaPanini, Modena      | Universal Modena | 1 - 3 | River            | 23-25, 25-17, 22-25, 22-25        |
| Quarti di finale (gara 3) - 20 marzo 2012 PalaFranzanti, Piacenza | River            | 3 - 2 | Universal Modena | 17-25, 25-23, 25-22, 13-25, 15-13 |
| Semifinali (gara 1) - 24 marzo 2012 PalaYamamay, Busto Arsizio    | Busto Arsizio    | 3 - 1 | River            | 25-23, 19-25, 25-22, 25-16        |
| Semifinali (gara 2) - 2 aprile 2012 PalaFranzanti, Piacenza       | River            | 3 - 2 | Busto Arsizio    | 22-25, 25-19, 14-25, 25-20, 18-16 |
| Semifinali (gara 3) - 4 aprile 2012 PalaYamamay, Busto Arsizio    | Busto Arsizio    | 3 - 0 | River            | 25-17, 25-20, 25-22               |

### Coppa Italia

#### Fase a eliminazione diretta
| Quarti di finale - 24 gennaio 2012 PalaBorsani, Castellanza | Villa Cortese       | 2 - 3 | River | 25-19, 22-25, 25-22, 22-25, 17-19 |
| Semifinali - 28 gennaio 2012 PalaPanini, Modena             | Robur Tiboni Urbino | 0 - 3 | River | 21-25, 18-25, 21-25               |
| Finale - 29 gennaio 2012 PalaPanini, Modena                 | Busto Arsizio       | 3 - 0 | River | 25-13, 25-18, 25-17               |

## Statistiche

### Statistiche di squadra
| Competizione | Punti | In casa | In casa | In casa | In trasferta | In trasferta | In trasferta | Totale | Totale | Totale |
| Competizione | Punti | G       | V       | P       | G            | V            | P            | G      | V      | P      |
| ------------ | ----- | ------- | ------- | ------- | ------------ | ------------ | ------------ | ------ | ------ | ------ |
| Serie A1     | 31    | 13      | 9       | 4       | 13           | 5            | 8            | 26     | 14     | 12     |
| Coppa Italia | -     | -       | -       | -       | 1            | 1            | 0            | 3      | 2      | 1      |
| Totale       | -     | 13      | 9       | 4       | 14           | 6            | 8            | 29     | 16     | 13     |

G = partite giocate; V = partite vinte; P = partite perse

### Statistiche dei giocatori
| Giocatore     | Serie A1 | Serie A1 | Serie A1 | Serie A1 | Serie A1 | Coppa Italia | Coppa Italia | Coppa Italia | Coppa Italia | Coppa Italia | Totale | Totale | Totale | Totale | Totale |
| Giocatore     | P        | PT       | AV       | MV       | BV       | P            | PT           | AV           | MV           | BV           | P      | PT     | AV     | MV     | BV     |
| ------------- | -------- | -------- | -------- | -------- | -------- | ------------ | ------------ | ------------ | ------------ | ------------ | ------ | ------ | ------ | ------ | ------ |
| C. Callegaro  | 5        | 1        | 1        | 0        | 0        | 0            | 0            | 0            | 0            | 0            | 5      | 1      | 1      | 0      | 0      |
| E. Cella      | 9        | 9        | 7        | 1        | 1        | 0            | 0            | 0            | 0            | 0            | 9      | 9      | 7      | 1      | 1      |
| S. Dall'Igna  | 26       | 32       | 19       | 10       | 3        | 3            | 6            | 2            | 2            | 2            | 29     | 38     | 21     | 12     | 5      |
| N. Davis      | 24       | -        | -        | -        | -        | 3            | -            | -            | -            | -            | 27     | -      | -      | -      | -      |
| A. Kajalina   | 10       | 36       | 28       | 5        | 3        | 0            | 0            | 0            | 0            | 0            | 10     | 36     | 28     | 5      | 3      |
| M. Leggeri    | 26       | 239      | 146      | 83       | 10       | 3            | 22           | 14           | 6            | 2            | 29     | 261    | 160    | 89     | 12     |
| R. Lehtonen   | 24       | 363      | 309      | 41       | 13       | 3            | 45           | 40           | 3            | 2            | 27     | 408    | 349    | 44     | 15     |
| S. Malvestito | 2        | 3        | 3        | 0        | 0        | 0            | 0            | 0            | 0            | 0            | 2      | 3      | 3      | 0      | 0      |
| E. Mazzocchi  | 12       | -        | -        | -        | -        | 1            | -            | -            | -            | -            | 13     | -      | -      | -      | -      |
| L. Nicolini   | 25       | 241      | 147      | 85       | 9        | 3            | 31           | 21           | 9            | 1            | 28     | 272    | 168    | 94     | 10     |
| H. Pachale    | 26       | 332      | 300      | 25       | 7        | 3            | 34           | 25           | 8            | 1            | 29     | 366    | 325    | 33     | 8      |
| K. Richards   | 8        | 13       | 12       | 1        | 0        | -            | -            | -            | -            | -            | 8      | 13     | 12     | 1      | 0      |
| C. Scarabelli | -        | -        | -        | -        | -        | -            | -            | -            | -            | -            | -      | -      | -      | -      | -      |
| C. Țurlea     | 26       | 472      | 431      | 29       | 12       | 3            | 44           | 39           | 5            | 0            | 29     | 516    | 470    | 34     | 12     |

P = presenze; PT = punti totali; AV = attacchi vincenti; MV = muri vincenti; BV = battute vincenti